# Le Christ avec l'âme de la Vierge
Le Christ avec l'âme de la Vierge (en italien : « Cristo con l'animula della Madonna ») est une tempera sur bois, de 27,5 × 17,5 cm, peinte par Andrea Mantegna vers 1460-1464, conservée à la Pinacothèque nationale de Ferrare.
Elle est le fragment supérieur de La Mort de la Vierge, tableau aujourd'hui conservé au Musée du Prado à Madrid.

## Historique
La Mort de la Vierge a vraisemblablement été peinte pour la décoration d'une pièce du Château Saint-Georges de Mantoue ; ainsi, le paysage de l'arrière-plan (les lacs mantouans du fleuve Mincio et le pont San Giorgio) est la vue qui s'offrait depuis les fenêtres de cet édifice et identifiée par Paul Oskar Kristeller. L'hypothèse selon laquelle cette pièce est la chapelle conçue et décorée par Mantegna pour Ludovico Gonzague n'est étayée par aucune source documentaire mais est soutenue, depuis 1934, par Roberto Longhi : selon l'historien de l'art, un rapprochement stylistique, 

« la similitude de la touche, subtile, incisive, presque comparable à de la glyptique (la eguaglianza dei modi sottili, incisi, quasi glittici) »

 avec le Triptyque des Offices plaide pour une destination commune.
En 1586, à Ferrare, Sebastiano Filippi restaure plusieurs tableaux de la chapelle privée de Margherita Gonzague, épouse d'Alphonse II d'Este depuis 1579, sise dans le palais princier, entre autres, une Vierge défunte (Madonna morta) de la main de Mantegna considérée, notamment par Adolfo Venturiet Roberto Longhi, comme le probable tableau du musée madrilène. Margherita aurait apporté le tableau à Ferrare lors de son mariage puis, après la mort d'Alphonse II d'Este en 1597, il serait reparti à Mantoue. À la mort de Margherita, il entre dans les collections de son neveu Fernandino Gonzague, ensuite dans celles de Vincenzo II Gonzague.
Le tableau est acheté en 1627 par le roi Charles Ier d'Angleterre, après la mort de Vincenzo Gonzague.
En 1649, les biens de Charles Ier sont vendus et John Baptist Gaspars l'acquiert auprès du Commonwealth Sale. Acheté en 1653 par Luis Menéndez de Haro y Guzmán, il rejoint les collections de Philippe IV d'Espagne la même année. Il est conservé au musée du Prado depuis 1829.
Avant 1926, Roberto Longhi découvre le panneau du Christ avec l'âme de la Vierge dans une collection privée de Ferrare, considéré alors comme une œuvre de Vittore Carpaccio. Il l'identifie avec la partie supérieure de La Mort de la Vierge et reconstitue idéalement le tableau d'origine, dont les dimensions sont ainsi identiques aux deux panneaux latéraux du Triptyque des Offices, L'Ascension et La Circoncision.

## Description

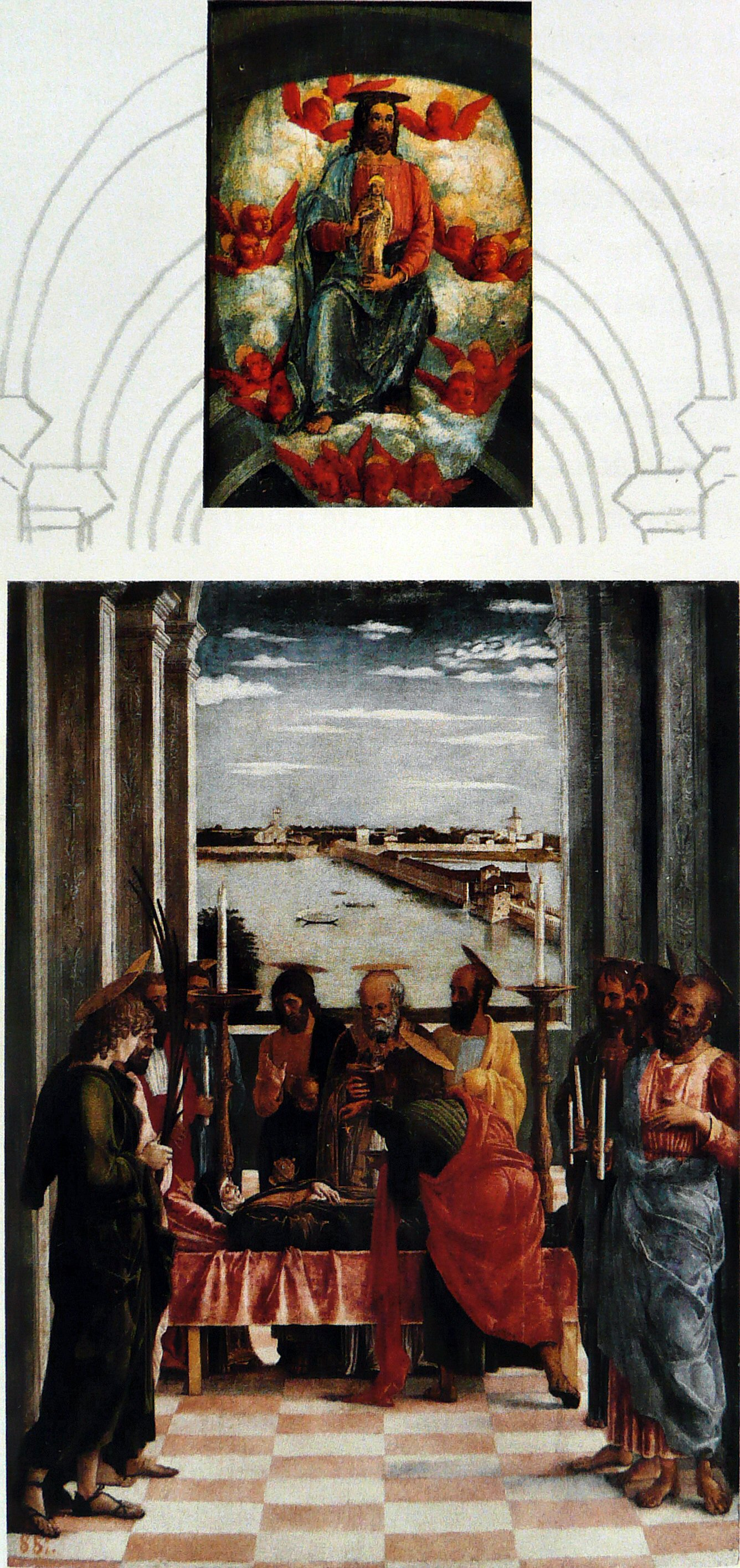
Tableau La Mort de la Vierge reconstitué

Andrea Mantegna a représenté la dormition de la Vierge quand son âme est emportée par le Christ. Ce dernier est assis dans une mandorle, entouré de chérubins et vient de recueillir l'âme de la Vierge, symbolisée par une statuette.
Les arcs constitutifs de la voûte de la pièce sont bien visibles dans les parties haute et basse ; la reconstitution par Roberto Longhi a été permise, entre autres, par ces éléments d'architecture.

## Sources bibliographiques
- Giovanni Agosti et Dominique Thiébaut, Mategna 1431 - 1506, Paris, Hazan, 2008, 479 p. (ISBN 978-2-35031-209-5), p. 184 à 186. Catalogue de l'exposition Mantegna 1431-1506 organisée au musée du Louvre du 26 septembre 2008 au 5 janvier 2009